# Million Women Rise
Million Women Rise (MWR) је марш и скуп само за жене против насиља над женама, који се одржава сваке године у Лондону у суботу близу међународног дана жена, 8. марта. Марш почиње у Хајд парку и креће се кроз Оксфорд улицу у чувеној трговачкој четврти Вест Енд, заустављајући саобраћај. Након тога следи митинг на Трафалгар скверу, на коме жене које су преживеле насиље разговарају са масом.
Million Women Rise нема корпоративне спонзоре, а организатори су локални активисти без веза са великим добротворним организацијама или невладиним организацијама. Основала га је 2007. године активисткиња и бивша теренска радница Сабрина Куреши. Делимично је била мотивисана искуствима из детињства одрастања у мултикултуралном лондонском стамбеном насељу, где се насиље над женама често третирало као нормално и неупадљиво. Такође је била инспирисана женским покретима широм света, укључујући жене које је упознала током посете Палестини, а које су наставиле са својим активизмом чак и усред опасности и насиља.
Million Women Rise (MWR) верује да је мушко насиље над женама и децом глобална пандемија која уништава животе и прети да поткопа напоре за постизање одрживог развоја.